# 1785 en architecture
| Années de l'architecture : 1782 - 1783 - 1784 - 1785 - 1786 - 1787 - 1788    |
| Décennies de l'architecture : 1750 - 1760 - 1770 - 1780 - 1790 - 1800 - 1810 |

Cet article présente les faits marquants de l'année 1785 en architecture.

## Réalisations
- Thomas Jefferson s’inspire de la Maison carrée de Nîmes pour dessiner les plans du State Capitol Building à Richmond (Virginie), construit entre 1785 et 1789.
- Claude-Nicolas Ledoux construit les « propylées », ou « mur des Fermiers généraux », quatre postes de contrôle de l’octroi de Paris, de style néoclassique (1785-1789).
- Drançois Soufflot et Jean-Jacques Lequeu construisent l'hôtel de Montholon, 23, boulevard Poissonnière à Paris, seul exemple conservé des grands hôtels construits sur les boulevards parisiens sous le règne de Louis XVI.
- Nicolas-Claude Girardin construit le château des Boulayes à Châtres (Seine-et-Marne), demeure de campagne à la dernière mode inspirée de l'hôtel de Thun construit en 1771 par Étienne-Louis Boullée à la Chaussée d'Antin.

## Récompenses
- Prix de Rome : Pierre-François-Léonard Fontaine, second grand prix.
- Académie royale d'architecture : Antoine Joseph de Bourge (1737-1811).

## Décès
- Claude Bacarit.
- Marie-Joseph Peyre (°1730).
- Pierre d'Orléans (°1740).
- 8 mars : Mario Gioffredo (° 4 mai 1718) .